# Pululahua, Rock desde el Volcán
Pulalahua, Rock desde el Volcán fue un festival de música rock y pop que se llevó a cabo en la reserva geobotánica de Pululahua, ubicada a 17 kilómetros al norte de la ciudad de Quito, capital de Ecuador, los días 13, 14, 15 y 16 de febrero de 1999 y contó con la participación de 48 músicos y bandas de Colombia, Argentina, Chile, Perú, México, Estados Unidos, Reino Unido, España  y Ecuador. El evento estuvo inspirado por los emblemáticos festivales internacionales de Woodstock (1969), Buenos Aires Rock de Argentina (1970) y Avándaro (México) de 1971. El suceso logró captar la atención de la prensa internacional de la época no solo por el evento musical en sí, sino por las características del lugar donde se efectuó y las condiciones sociopolíticas que en 1999 atravesaba Ecuador. El evento sirvió de inspiración para la creación años más tarde de los festivales locales Quito Fest y FFF, así como de otros eventos locales como Saca el Diablo.

## Historia
El festival fue una iniciativa del músico ecuatoriano Riccardo Perotti y de Julio Bueno, director en ese entonces del Departamento Musical de la Dirección de Educación y Cultura del Municipio de Quito. En un principio se pensó enmarcarlo dentro de la programación Agosto, Mes de las Artes de 1998, que cada verano la alcaldía de la capital del Ecuador organizaba para conmemorar el aniversario del Primer Grito de Independencia. Sin embargo, por diferentes cuestiones logísticas el festival no pudo celebrarse en ese momento, teniendo que ser postergado para el carnaval de 1999.
Pese a los contratiempos y a las dificultades económicas que la organización del festival tuvo que enfrentar, en medio de la crisis que devendría en el feriado bancario de Ecuador el 8 de marzo de 1999, el Pululahua Rock se organizó entre el 13 y el 16 de febrero, con un aforo programado para unas 15 mil personas y la presencia de 25 grupos nacionales y 23 extranjeros, en un evento que no volvió a repetirse debido al alto costo que implicó.

## Bandas presentes

### Nacionales
Abdullah Arellano, Barak, Basca (Cuenca), Blaze (Guayaquil), Cacería de Lagartos, Conciencia Colectiva, Cruks en Karnak, Hittar Cuesta (Loja), El Retorno de Exxon Valdez, Jaime Guevara y Embrión, Hugo Idrovo (Guayaquil), La Durán, La Grupa, La Trifullka (Guayaquil), Mamá Vudú (Ambato), Muscaria, Ney y Desconectados, Oxymoron, Riccardo Perotti y Los Miserables, Sal y Mileto (Latacunga), Signo Vital, Sobrepeso (Cuenca), Sparta, Tercer Mundo y Ricardo Williams.

### Internacionales
Aterciopelados (Colombia), Pedro Aznar (Argentina), Babasónicos (Argentina), Fabiana Cantilo (Argentina), Chancho en Piedra (Chile), Dogma Sinaca (Colombia), Girasoules (España), Huelga de Hambre (Perú), La Dosis (México), La Ley (Chile), La Liga del Sueño (Perú), Los de Adentro (Colombia), Los Tetas (Chile), Lucybell (Chile), Man Ray (Argentina), Nito Mestre (Argentina), Mezcal (Perú), Vague (Reino Unido), Víctimas del Dr. Cerebro (México), Virus (Argentina), Volumen Cero (Estados Unidos), Yuri Gagarin (Colombia) y Zoma (Colombia).